# Volkswagen Brasilia
La Volkswagen Brasília (chiamata anche Volkswagen Igala-Gazzella nell'accezione Yoruba nel mercato nigeriano, dove si montarono esemplari pervenuti in CKD dal Brasile) è un'autovettura prodotta a partire dal 1973 fino al 1982 dalla casa automobilistica tedesca Volkswagen.
Progettato per affiancare per poi sostituire il Maggiolino nel mercato brasiliano, era disponibile solo con carrozzeria a tre e cinque porte a due volumi. La Brasilia combinava il motore boxer raffreddato ad aria del Maggiolino con il telaio della Volkswagen Karmann Ghia e l'estetica del frontale del modello di sviluppo 100 % brasiliano ha inspirato quello della Volkswagen 412 per le sue soluzioni di come accomodare la ruota di scorta.
Sviluppata dalla filiale Volkswagen do Brasil (Volkswagen del Brasile) e nota internamente all'azienda con il nome in codice Tipo 321, la Brasilia prese il nome dalla capitale del Brasile. Alla fine del 1982 ne erano stati prodotti circa un milione di esemplari.